# Ringe Sogn
Ringe Sogn ist eine Kirchspielsgemeinde (dän.: Sogn)
auf der Insel Fyn (dt.: Fünen) im südlichen Dänemark.
Bis 1970 gehörte sie zur Harde Gudme Herred im damaligen Svendborg Amt, danach zur Ringe Kommune im
Fyns Amt, die im Zuge der  Kommunalreform zum 1. Januar 2007 in der
Faaborg-Midtfyn Kommune in der Region Syddanmark aufgegangen ist.

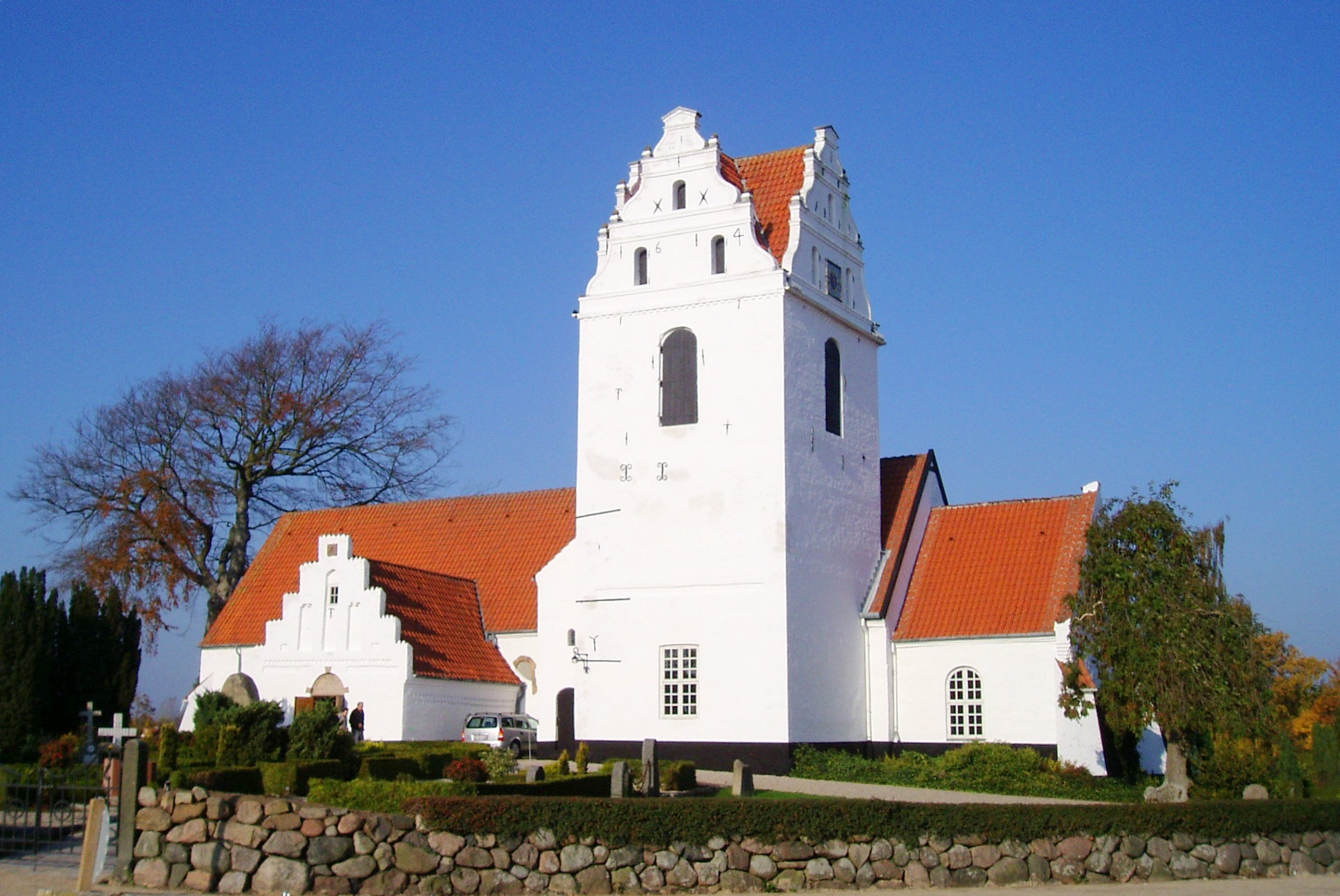
Ringe Kirke

Im Kirchspiel leben 7680 Einwohner, davon 6607 im ehemaligen Kommunenzentrum Ringe (Stand: 1. Januar 2023).
Im Kirchspiel liegen die Kirchen „Ringe Kirke“ und „Kellerupkirken“ (letztere im Staatsgefängnis Ringe).
Nachbargemeinden sind im Norden Sønder Højrup Sogn, im Nordosten Søllinge Sogn, im Osten Ryslinge Sogn, im Süden Kværndrup Sogn, im Südwesten Herringe Sogn und im Westen Espe Sogn und Gestelev Sogn.